# Xavier Passarrius
Xavier Passarrius (nascut el 8 de febrer de 1974) és un entrenador de futbol sala català.
A nivell professional entrena el primer equip del Santa Coloma des de 2012. El juny de 2014 es va anunciar la seva renovació per dues temporades més, fins al 2016. Va obtenir el guardó com a millor entrenador de futbol sala de Catalunya en 2014 i 2015. Des de 2016 entrena al CN Caldes.